# Might and Magic VI: The Mandate of Heaven
Might and Magic VI: The Mandate of Heaven je trojrozměrná RPG hra, vyrobená společností New World Computing a vydaná společností 3DO v roce 1998. Příběh navazuje na události popsané ve hře Heroes of Might and Magic II: The Succession Wars. Odehrává se v Enrothu, kontinentu a zároveň království rodu Ironfistů. Jako ostatní hry v sérii, i tento díl začíná ve fantasy prostředí a postupně odkrývá sci-fi pozadí celého příběhu. Je to první hra Might and Magic, která využívá trojrozměrný engine (předchozí díly byly takzvané krokovací dungeony). Jako nejpopulárnější díl série byl šestý díl obsažen v Deluxe edici videohry Might and Magic X: Legacy.

## Příběh

### Události předbíhající hře
Rolandův bratr Archibald již dávno skončil v knihovně královského paláce coby studená socha. Nastává Noc padajících hvězd a Kreegané se dostávají na své lodi na planetu. Stávají se nebezpečím, a tak proti nim vyráží Roland Ironfist s armádou a v bitvě u Dobré Vody je nakrátko poráží. Kreeganům však přicházejí posily, proto se král s armádou stahují do nedalekého hradu Kriegspire. Tam jsou Kreegany obklíčeni a od té doby o nich nikdo nic neví. Mezitím je postihnuto kletbou Rajské údolí a z původně nádherné oblasti se stává pustina osídlená monstry. Pouze skupinka dobrodruhů je zachráněna při útěku z Dobré vody mistrem portálů Falagarem. Ten je po tři roky cvičí alespoň v základních dovednostech boje a magie.
V té samé době se v zemi rozmáhá moc zlého náboženského kultu Baa. Není, kdo by je zastavil. Roland je zajat či mrtev. Královna Catherine musela odplout do Erathie, na pohřeb svého otce. Z královské rodiny zůstává jen princ Nicolai, který je však ještě dítě a o královské záležitosti se tak musí starat regent Wilbur Humphrey.

### Herní příběh
Poblíž městečka Nový Sorpigal, v opuštěném gobliním tábořišti, najde skupinka dobrodruhů pět dopisů krále Rolanda jeho ženě Catherine (dopisy jsou součástí tištěného manuálu hry). V té chvíli začíná samotný děj hry. Po prvních, spíše okrajových úkolech, se hráč vydává na hrad Ironfist, aby dopisy předal regentovi Humphreymu. Ten nasměruje další hráčovo pátrání k Radě Enrothu ve městě Svobodný přístav. Rada se skládá ze šesti zástupců jednotlivých enrothských panství a než skupinu vyslechne, musí si hráč nejdříve zajistit podporu samotných vládců a rovněž odhalit zrádce, který se snaží postup v pátrání zarazit. Vychází najevo, že kult Baa je spojen s Kreegany, kteří se snaží vyhladit a obsadit celou planetu. Po splnění těchto úkolů jsou dobrodruzi vpuštěni do podzemních prostor pod sídlem rady, kde na ně čeká orákulum, počítač z dávných dob, nazývaný Melian. Ke správnému fungování počítače je však třeba najít čtyři paměťové krystaly. Ty jsou ukryty ve velmi nebezpečných pevnostech, jednou z nich je i hrad Kriegspiere, kde hráč pozná, že armáda krále Rolanda byla pobita a král sám byl zajat Kreegany.
Po vložení krystalů do počítače se hráč dozví, jak je to s osídlením této planety, o Pradávných a jejich nepřátelích Kreeganech. Kreegané jsou prý velmi odolní proti běžným zbraním, existují však staré zbraně z doby před Tichem (kdy byl tento svět v kontaktu s meziplanetární sítí). Družina je nejdříve vyslána do hrobky VARN v poušti zvané Dračí písky, která je ve skutečnosti přistávacím kolonizačním modulem vesmírné lodi, aby zde našla kontrolní kostku. Zde se hráč dozví i další informace k pozadí celé ságy.
| „                                                        | Pamatujte na Nepřátele, děti, a nikdy nepodceňujte nebezpečí, které představují. Ačkoli během celého putování neuvidíte ani jednoho, musíte být po skončení cesty navěky ostražití proti invazi z prázdnoty. I když jsou nepřátelé silnější, než si lze vůbec představit, přesto jsou zranitelní, neboť jich není mnoho a jejich obrana je slabá. Použijte k jejich zničení energetické zbraně, které jsou na Lodi, a nikdy, nikdy s Nepřítelem nezkoušejte bojovat obyčejnými zbraněmi, nebo za to zaplatíte životem. | “ |
| — jeden z nápisů na zdi v hrobce VARN, český překlad hry | |   |

Hráč je v hrobce konfrontován s dalšími sci-fi prvky (např. radiace z poškozeného reaktoru nebo narážky na filmovou sérii Star Trek). S kostkou získá hráč přístup do dalšího patra podzemího komplexu pod budovou Rady, stovky let opuštěného planetárního kontrolního centra. Zde hráč po boji s roboty, kteří se již dávno vymkli kontrole, najde starodávné zbraně. Poslední informací, kterou hráč získá od orákula, je existence rituálu prázdnoty. Bez jeho znalosti není možné zničit základnu Kreeganů, aniž by zároveň nebyl zničena celá planeta. Jediná osoba, která by mohla o tomto rituálu něco vědět, je Archibald, bratr Rolanda, proměněný za své činy v sochu. Hráč se dozví, že kouzlo se dá zrušit jedině pomocí drahokamu zvaného Třetí oko, nikdo však neví, kam se drahokam poděl. Ve skutečnosti jej schoval Roland a napsal o tom v posledním dopise. (Pozn.: zde jsou znevýhodněni hráči, kteří si hru koupili v nějaké pozdější levné edici nebo ve formě přílohy k hernímu časopisu, tyto verze původní manuál neobsahují ani v elektronické verzi.)
Po osvobození Archibalda (které je nutné v souvislostech světa Might and Magic brát jako kontroverzní, ale k záchraně planety nutný čin) je hráč odměněn svitkem s popisem rituálu a může se vydat na poslední úkol, zničení Úlu, základny Kreeganů. Tím je hra dokončena, Archibald prchá na zatím neznámé místo. Celý příběh vyvrcholí v následujícím díle a je také základem pro příběh dílu osmého.

## Herní prostředí

### Družina
Před začátkem hry sestaví hráč čtyřčlennou družinu. K dispozici jsou pouze lidé (v předchozích i následujících dílech může hráč verbovat také trpaslíky, elfy, orky a jiná stvoření). Každému členovi party lze vybrat libovolné z šesti povolání:
- Rytíř - může se naučit ovládat všechny druhy zbraní i zbroje a má největší vitalitu (počet bodů života) ze všech povolání. Nemá však přístup ke kouzlům. Může být povýšen na kavalíra a dále šampiona.
- Klerik - má přístup k magii ducha, mysli a těla (podpůrná a obranná kouzla) a časem i k bílé a černé magii. Je průměrným bojovníkem, ze zbraní má přístup k holím, palcátům a lukům, kromě plátové zbroje může používat všechny. Může být povýšen na kněze a dále na velekněze.
- Čaroděj - špatný bojovník, ovládat může pouze hůl, dýku a luk. Jeho síla spočívá v magických dovednostech. Může ovládat elementální kouzla (magii ohně, vody, vzduchu a země) a bílou i černou magii. Smí používat pouze koženou zbroj. Ze všech povolání má nejmenší vitalitu. Povýšen může být na mága a arcimága.

Následující tři povolání vždy kombinují dovednosti některých dvou výše uvedených. Daní za vyšší univerzálnost jsou nižší schopnosti těchto dovedností.
- Paladin - kombinace rytířských a klerických dovedností. Má přístup ke kouzlům ducha, mysli a těla. Povýšen může být na křižáka a dále na hrdinu.
- Lučištník - kombinace rytířských a čarodějných dovedností. Může používat všechny druhy zbraní, kromě štítu a plátové též veškerou zbroj. Může se naučit magii ohně, vody, vzduchu a země. Může být povýšen na bojového mága a dále na válečného mága.
- Druid - kombinace klerika a čaroděje. Druhý nejslabší bojovník (po čaroději). Ze zbraní smí používat pouze luk, dýku a hůl, ze zbroje pouze koženou (oblečen v kožené zbroji však může používat štít). Výhodou je přístup ke všem kouzlům kromě černé a bílé magie. Povýšen může být na veledruida a arcidruida.

Kromě čtyř hratelných postav může hráč k partě najmout jednoho nebo dva průvodce. Ti zvyšují určité vlastnosti nebo dovednosti družiny (může jít o bonus v boji, kouzlení, rychlejší cestování, vyšší umění smlouvání cen a mnoho dalších), za které si ale odměnou berou nějaké zlato. Je jen na hráči, kdy a zda vůbec využije takových služeb.

### Systém hry
Hra je nelineární, hráč většinou může zvolit pořadí, v jakém bude plnit jednotlivé úkoly (to se pochopitelně netýká úkolů, které na sebe dějově navazují). Úkoly se dají rozdělit na hlavní, s příběhem úzce spjaté, dále na povyšovací, jejichž splnění přinese některé z postav mnoho výhod, a nakonec úkoly vedlejší, zpravidla nejméně složité, které hráč dostává od obyčejných obyvatel. Za každý splněný úkol je družina odměněna jak zlatem, tak zkušenostními body, které jsou nutné při výcviku na vyšší úroveň. Po výcviku se zvýší nejen vitalita (počet bodů života) a mana (možnost kouzlit) každé postavy, ale také přibudou dovednostní body, které lze investovat do rozšíření znalostí postav (ovládání různých druhů zbraní a kouzel a také praktické dovednosti, jako umění obchodování, opravování věcí nebo posilování). Jak tedy hráč postupuje ve hře, stává se ze slabých dobrodruhů všestranná a silná družina.

### Enroth
Enroth je největším z kontinentů planety, na které se odehrává šestý, sedmý a osmý díl Might and Magic a rovněž první tři díly série Heroes of Might and Magic (včetně datadisků). Tento kontinent byl zároveň první osídlen kolonizátory z výsadkového modulu VARN. V čase Might and Magic VI vládne Enrothu rod Ironfistů (díky svatbě Rolanda a Catherine má rod své závazky i v Erathii, království na kontinentu Antagarich). Pod vládu Ironfistů spadají některá menší panství, jejichž záležitosti spravují většinou vládci těchto území.
- Mist, souostroví poblíž východního pobřeží Enrothu, spravuje lord Albert Newton. Jeho hrad je poblíž města na největším ostrově.
- Mrazivá vrchovina, panství na severu Enrothu. Jeho pánem je Eric von Stromgard, sídlí na hradě poblíž města Bílá čapka.
- okolí Svobodného přístavu, největšího města Enrothu, spravuje Anthony Stone. Jeho hrad leží severně od města, v podhůří Mrazivé vrchoviny.
- jihovýchodně od Svobodného přístavu má svůj hrad Orsic Temper. Náleží mu divoké země zhruba ohraničené Svobodným přístavem, Dračími písky a Močály prokletých.
- okolí města Stříbrná zátoka v severovýchodní části Enrothu spravuje Loretta Fleise. Její hrad leží na kopci nad městem.

V Enrothu lze najít i další hrady, pozůstatky bývalých panství, kterým nikdo nevládne. Okolí těchto hradů je zamořeno černou magií (především ve formě zlých kreatur). Jedná se např. o hrad Darkmoor v Močálech prokletých, hrad Kriegspiere mezi městem Blackshire a jižním podhůřím Zamrzlých výšin nebo hrad Alamos na ostrovech v Úhořích vodách severně od Stříbrné zátoky.
Západní část kontinentu tvoří území, kterému se pro jeho úrodnost říkalo Rajské údolí. V době příběhu je to spálená zem, kde mají svou základnu ďábelští Kreegani.
Ve hře je Enroth rozdělen na patnáct oblastí, mezi kterými lze cestovat pěšky, využít dostavníku nebo námořní dopravy. V průběhu hry také hráč objeví cestovní kouzla a několik stabilně umístěných teleportů. V jednotlivých oblastech jsou kromě hradů i další bludiště (dungeony), jako jeskyně, tvrze či chrámy. Celkem jde o 39 dungeonů a většina úkolů spočívá v jejich důkladném prozkoumání.

## Vývoj hry

### Technické řešení
Přestože jde o hru trojrozměrnou, mnoho objektů (jde především o postavy lidí a protivníků) je tvořeno dvojrozměrnými sprity, které díky animaci a stínování dávají pocit trojrozměrného modelu. Takovému řešení se lidově říká 2.5D. Samotné sprity byly předrenderovány v trojrozměrných grafických programech. Protože v době vydání neměla většina uživatelů dostatečně výkonné počítače k animaci opravdových 3D modelů, bylo zvoleno právě toto řešení.

### Tvůrci
Příběh hry napsal Jon Van Caneghem, duchovní otec celé série. Hudbu složili Steve Baca, Jennifer Wang, Paul Romero a Rob King.
(Pozn.: Všechny osoby, které se na vývoji podílely, lze ve hře najít v tajném a odlehčeně pojatém dungeonu, o který však hráč nemusí zavadit, pokud o něm neví.)

### Verze hry
Prvním patchem, který opravoval chyby ve hře, byl update na verzi 1.1. Ten stále obsahoval obsahoval nějaké chyby, které již však byly drobného charakteru a neznemožňovaly hráči ani dohrání, ani požitek ze hry. Přesto se objevil další update, na verzi 1.2. Tento patch však do hry přidal více chyb než odstranil a proto je doporučováno hrát hru ve verzi 1.1. Firma Ubisoft, současný (2009) majitel práv ke hře, žádný další patch nevydala.
Hra je v současnosti nabízena především přes platformu serveru GOG.com a Uplay.
Ačkoliv je hra obvykle spustitelná v prostředí Windows XP a novějších, někteří z hráčů si na nefunkčnost pod těmito systémy stěžují. Existuje neoficiální patch 2.0 od Sergeje Ročenka (aka GreyFace), který případné problémy odstraňuje a přidává další funkce. Záplata je funkční i s neoficiální češtinou.